# Crkva Gospe Žalosne u Čanićima
Crkva Gospe Žalosne je rimokatolička crkva u Čanićima. Podružna je crkva župe u Dragunji. 